# Alan Bean
Alan LaVern Bean (n. 15 martie 1932, Wheeler⁠(d), Texas, SUA – d. 26 mai 2018, Houston, Texas, SUA) a fost un astronaut american, membru al echipajului spațial Apollo 12, al patrulea om care a pășit pe suprafața Lunii.

## Distincții
- Ordinul „Meritul Științific” clasa I (2 martie 1970) „pentru contribuția deosebită adusă de către membrii echipajului navei spațiale «Apollo 12» la efortul pe care știința contemporană îl face pentru cucerirea spațiului cosmic”[14]